# Dominique Chauvelot
Dominique Chauvelot (ur. 18 czerwca 1952 w Héricourt) – francuski lekkoatleta, sprinter, mistrz Europy z 1974.
Zdobył srebrny medal w biegu na 100 metrów na mistrzostwach Europy juniorów w 1970 w Paryżu. Zajął 7. miejsce w finale tej konkurencji na mistrzostwach Europy w 1971 w Helsinkach, a francuska sztafeta 4 × 100 metrów z jego udziałem została zdyskwalifikowana w biegu finałowym. Odpadł w ćwierćfinale biegu na 100 metrów na igrzyskach olimpijskich w 1972 w Monachium. Na halowych mistrzostwach Europy w 1973 w Rotterdamie odpadł w eliminacjach biegu na 60 metrów, a na halowych mistrzostwach Europy w 1974 w Göteborgu w półfinale tej konkurencji.
Zwyciężył w sztafecie 4 × 100 metrów (w składzie: Lucien Sainte-Rose, Joseph Arame, Bruno Cherrier i Chauvelot) oraz zajął 5. miejsce w biegu na 100 metrów na mistrzostwach Europy w 1974 w Rzymie. Zdobył złoty medal w sztafecie 4 × 100 metrów na igrzyskach śródziemnomorskich w 1975 w Algierze (skład sztafety francuskiej: Chauvelot, Gilles Échevin, Arame i Sainte-Rose). Zajął 7. miejsce w finale sztafety 4 × 100 metrów oraz odpadł w eliminacjach biegu na 100 metrów na igrzyskach olimpijskich w 1976 w Montrealu.
Chauvelot był mistrzem Francji w biegu na 100 metrów w 1976 oraz wicemistrzem na tym dystansie w 1972. W hali był mistrzem w biegu na 60 metrów w 1974 i wicemistrzem w tej konkurencji w 1973 i 1975 oraz brązowym medalistą w biegu na 50 metrów w 1972. Był również halowym mistrzem Włoch w biegu na 60 metrów w 1974.
Rekordy życiowe Chauvelota:
- bieg na 100 metrów – 10,28 (6 września 1974, Rzym)
- bieg na 60 metrów (hala) – 6,73 (9 marca 1974, Göteborg)